# Agostino Perini
Agostino Perini (Trento, 2 de dezembro de 1802 — Pádua, 19 de outubro de 1878) foi um naturalista italiano.

## Biografia
Passou sua infância na fazenda da família, no Tirol, onde desenvolveu um grande amor pela natureza. Falava perfeitamente o italiano e o alemão. Em 1819, ingressou para estudar num colégio de  Datschitz, na Morávia. Rapidamente terminou seus estudos para ir para Viena, capital do Império. De retorno a Trento, transformou-se num silvicultor e ensinou desenho na escola normal da cidade. Adquiriu sólidos conhecimentos em ciências florestais, botânica, agronomia e sericultura. 
Em 1828, casou-se com Francesca Cippani, união da qual nasceram quatro filhas. Ligado ao movimento liberal, sua simpatia com o movimento de Unificação Italiana gerou alguns problemas e Perini se demite de suas funções, tornando-se membro da Sociedade agrícola de Trento, dissolvida em 1848, provavelmente devido à sua orientação liberal e ligação com o movimento carbonário.  Com seu irmão, Carlo Perini (1817-1883), fundou uma tipografia que a partir de 1849 editava o periódico Gazzetta di Trento. Em 1852, aceitou imprimir o jornal oficial austríaco Gazzetta Ufficiale, que provocou muitos rancores em seu grupo de convíveres e, como conseqüência, perdeu grande parte dos seus clientes. Partiu para Pádua, onde passou e  terminou sua vida em condições miseráveis por não receber o apoio esperado dos grupos liberais italianos.

## Obras
Perini é autor de uma obra variada. Escreveu três volumes sobre os castelos tiroleses (I castelli del Tirolo) que publicou em  1834, 1835 e 1839. 
Também publicou numerosos artigos culturais em diversos jornais como o Giornale agrario, a Gazzetta di Trento, o Raccoglitore e o Messaggere di Rovereto. No domínio da história natural publicou, em 1829, sua Memoria sulla storia delle foreste d' Italia e di Germania. 
Do mesmo modo que outros naturalistas da sua época, interessou-se pelas doenças que afetavam as culturas do bicho-da-seda existentes no Tirol Meridional, publicando em 1860 La malattia dominante nei bachi da seta. Com seu irmão Carlo e vários outros naturalistas publicou Statistica del Trentino ( dois volumes, 1851 e 1852).